# Képes Ifjúság
A Képes Ifjúság nagy múltú délvidéki, vagyis vajdasági magyar hetilap, jelenleg (2005 óta) a Magyar Szó című napilap mellékleteként jelenik meg. 1945 és 1951 között Ifjúság Szava címen, 1951-től 1966-ig pedig Ifjúság címen jelent meg. A Képes Ifjúság nevet 1967-ben vette fel. A hetilap hivatalos honlappal rendelkezik: www.kepesifi.com

## Története
A második világháború végén, 1945-ben indult a szerb nyelvű Glas omladine című ifjúsági lap fordításaként Ifjúság Szava címen. Hasonló jellegű fordítások, azonos címen 1942 és 1945 között már korábban is megjelentek. Kezdetben rendszertelenül, majd a vajdasági antifasiszta ifjúság lapjaként havonta, később kéthetente jelent meg. 1945. október 5-étől a jugoszláviai magyar ifjúság hetilapja.
Feladata az ifjúság tájékoztatása a bel- és külpolitikai eseményekről, szórakoztatása, szépirodalmi szövegeivel és kritikáival pedig az ízlésének alakítása, irányítása volt. Az Ifjúság Szava egyik, az elemista korosztályt megszólító állandó rovata Pionírjaink címen jelent meg, amit a későbbi, 1947-től önálló hetilapként megjelenő Pionírújság és a mai napig is létező Jó Pajtás elődjének tekinthetünk.
Az Ifjúság Szava 1951-ben megváltoztatta címét, és 1966-ig Ifjúság címen jelent meg. Kiadója ebben az időszakban a Népi Ifjúság Tartományi Vezetősége volt.
Ennek az időszaknak az egyik jelentős irodalmi melléklete a Symposion (1961–1964), amelyik 1964-ben kivált a lapból és önálló folyóirattá alakult Új Symposion címen. A melléklet szerkesztője volt Tolnai Ottó (1961–1963) és Bosnyák István (1963–1964).
Az Ifjúság irodalmi melléklete az Új Symposion című folyóirat kiválását követően Ifjú Műhely címen jelent meg 1964 és 1969 között. Ennek alapító szerkesztője Deák Ferenc, aki 1966-ig vezette a mellékletet.
A Képes Ifjúság nevet 1967-ben vette fel a lap. Az 1967-es és 1968-as évfolyamban Új Hang címen jelent meg a irodalmi rovata, majd ezt követően egy rövid időre (1968–1969) ismét visszatért az Ifjú Műhely. Ennek megszűnése után több irodalmi rovat is váltotta egymást a lapban.
Irodalmi rovatai: Eszmélet (1969–1974), Művelődési életünkből (1979/?/–1980), Művelődés (1980–1983/?/), KIírás (1987–1989/?/, szerkesztője: Kontra Ferenc), Jelenlét (1989–1991), Kettőspont (1991–1992), Szótornádó (1992–1996/?/), Papírhold (1996), Padlásszoba (1996), Was ist das (1996–1997).

### Főszerkesztők
- Gvozden András
- Gellér Lajos
- Tomka Gábor (1951–1953)
- Borsos István (1953–1961)
- Varga László (1961–1964)
- Varga József (1964–1968)
- Hornyik Miklós (1968–1975)
- Rencsár Tivadar (1975–1979)
- Kartag Nándor (1979–1983)
- Nagy Mélykúti Edit (1983–1988)
- Spitzer Éva (1988–1990)
- Zoran Šećerov (1990–1996)
- Tóth Lívia (1996–2001)
- Szabó Palócz Attila (2001–2004)
- Máriás Endre (2004–2005 )

Hivatalosan 2005-től a Magyar Szó című napilap főszerkesztői töltik be a Képes Ifjúság főszerkesztői tisztségét is.
- Kókai Péter (2005–2009 )
- Pressburger Csaba (2009–2011 )
- Varjú Márta (2011–)

### A lap szerkesztői annak mellékletté válása, vagyis 2005 után
- Máriás Endre (2005–2010)
- Vígi László (2010–2011)
- Szögi Csaba (2011–)

## Szerkesztőség

### Munkatársak
- Beszédes István
- Dudás Szabolcs
- Horváth Zsolt
- Makai József
- Mihájlovits Klára
- Molnár Zoltán
- Podolszki József
- Szögi Csaba
- Mucsi Katalin
- Bálint Tibor

## A Képes Ifjúság kiadványai
- Tetszőleges irány (1999)
- Képes ezer év (2000)
- Még föl lehet kapaszkodni... (2001)
- Vajdasági magyar ifjúsági szervezetek (2001)
- Tavaszi szünet (2002)
- Líceum (2003)

## Külső hivatkozások
- A Képes Ifjúság archívuma (1997–2004)
- Jelentés a Képes Ifjúság iskolai terjesztési akciójáról (2004)